# ستانيسلاف مانوليف
ستانيسلاف مانوليف (بالبلغارية: Станислав Манолев)‏ (Stanislav Manolev) (16 ديسمبر 1985 في بلاغويفغراد في بلغاريا – )؛ هو لاعب كرة قدم كان يلعب كلاعب وسط. يلعب مع منتخب بلغاريا لكرة القدم منذ عام 2008.

## وصلات خارجية
- ستانيسلاف مانوليف على موقع الاتحاد الدولي (مؤرشف)  (الإنجليزية)
- ستانيسلاف مانوليف على موقع الاتحاد الأوربي (الإنجليزية)
- ستانيسلاف مانوليف على موقع قاعدة بيانات كرة القدم.إي يو (الإنجليزية)
- ستانيسلاف مانوليف على موقع ناشيونال فوتبول تيمز (الإنجليزية)
- ستانيسلاف مانوليف على موقع Soccerbase.com (لاعب) (الإنجليزية)
- ستانيسلاف مانوليف على موقع Soccerway.com (الإنجليزية)
- ستانيسلاف مانوليف على موقع عالم كرة القدم.نت (الإنجليزية)
- ستانيسلاف مانوليف على موقع AS.com (الإسبانية)